# Cymbidium wilsonii
Cymbidium wilsonii är en orkidéart som först beskrevs av Robert Allen Rolfe och De Cock, och fick sitt nu gällande namn av Robert Allen Rolfe. Cymbidium wilsonii ingår i släktet Cymbidium, och familjen orkidéer. Inga underarter finns listade i Catalogue of Life.